# Area statistica di Mason City

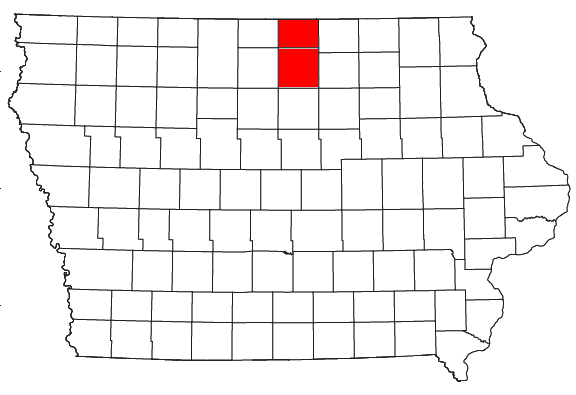
Localizzazione dell'area statistica

L'area metropolitana di Mason City è un'area metropolitana degli Stati Uniti d'America che comprende la città di Mason City nello stato dell'Iowa, oltre alle zone limitrofe.
L'area metropolitana di Mason City ha una popolazione di 51 150 (stima 2009). L'area metropolitana, come definito dall'Ufficio per la gestione e il bilancio, si compone di due contee, tutte nell'Iowa. Oltre alla città principale, le contee consistono principalmente di comunità rurali, la maggior parte delle quali hanno una popolazione inferiori ai 1 000 abitanti.

## Contee
- Contea di Cerro Gordo
- Contea di Worth

## Città principali
- Mason City (28 079 abitanti)
- Clear Lake (7 741 abitanti)

## Demografia
Al censimento del 2000, risultarono 54 356 abitanti, 22 652 nuclei familiari e 14 664 famiglie residenti nell'area metropolitana. La composizione etnica dell'area è 96,57% bianchi, 0,73% neri o afroamericani, 0,16% nativi americani, 0,62% asiatici, 0.02% isolani del Pacifico, 0,81% di altre razze e 2,64% ispanici e latino-americani.
Il reddito medio di un nucleo familiare è di 36156 $ mentre per le famiglie è di 43931 $. Gli uomini hanno un reddito medio di 29859 $ contro 21339 $ delle donne. Il reddito pro capite dell'area è di 18068 $.
| Area metropolitana di Mason City Popolazione |                |
| 1990                                         | 50 012         |
| 2000                                         | 54 536         |
| 2009                                         | 51 150 (stima) |